# Landecho
Landecho fue el nombre que recibió la dominación española el actual puerto de Tivives, en la costa del Pacífico de Costa Rica y la región aledaña.

## Etimología
La denominación se la dio el alcalde mayor de Nuevo Cartago y Costa Rica Juan de Cavallón y Arboleda, quien fundó en la ensenada de Tivives la villa de Los Reyes y llamó Landecho al puerto ubicado allí, en homenaje al licenciado Juan Martínez de Landecho, Presidente de la Real Audiencia de Guatemala. Aunque la villa desapareció en 1568 al ser fundada la ciudad de Aranjuez por Pero Afán de Ribera y Gómez, y Puerto Caldera sustituyó a Landecho como puerto, el nombre de Landecho continuó siendo utilizado hasta el siglo XIX para designar a la región aledaña, donde hubo importantes haciendas ganaderas.
- Datos: Q5969893